# Kościół św. Idziego w Zrębicach
Kościół św. Idziego w Zrębicach – zabytkowy katolicki kościół parafialny zlokalizowany w Zrębicach (powiat częstochowski).

## Historia
Parafia we wsi powstała w XIV wieku na terenie dóbr zamku olsztyńskiego. Obiekt pochodzi z 1789 i został zbudowany staraniem proboszcza Wojciecha Bulińskiego na miejscu poprzedniej świątyni lub z wykorzystaniem jej części.
W kwietniu 1933 obiekt wpisano do rejestru zabytków. Po II wojnie światowej decyzje o wpisie do rejestru były wznawiane.
W latach 1966–1968 w kościele prowadzono prace konserwatorskie. W 2008 wyremontowano dzwonnicę, a w latach 2014-2015 przeprowadzono kompleksową konserwację wszystkich ścian.

## Architektura
Świątynia jest jednonawowa, konstrukcji zrębowej, kryta dachem gontowym, oszalowana deskami. Ma wydłużone prostokątne prezbiterium, które jest zamknięte trójbocznie. Zarówno nawa, jak i prezbiterium kryte są dachami dwuspadowymi, przy czym na dachu nawy znajduje się sześcioboczna sygnaturka z latarnią. 

## Wnętrze
Zabytki wewnątrz kościoła:
- otoczony kultem obraz św. Idziego z XVII w., przeniesiony z kaplicy pod tym samym wezwaniem (nieistniejącej)[2],
- obraz Matki Bożej zwany Betlejemką z XV w. nieznanego artysty,
- figura Jezusa z XVII w.,
- ołtarze barokowe i kamienna chrzcielnica z XVIII w.,
- kropielnica miedziana z roku 1717.

## Otoczenie
Obok kościoła znajduje się dzwonnica o konstrukcji słupowej, z przełomu XVII i XVIII wieku z dzwonami z 1632, a także grupa sześciu drzew (lipy), która jest pomnikiem przyrody.

## Turystyka
Kościół znajduje się na szlaku architektury drewnianej woj. śląskiego.

## Galeria

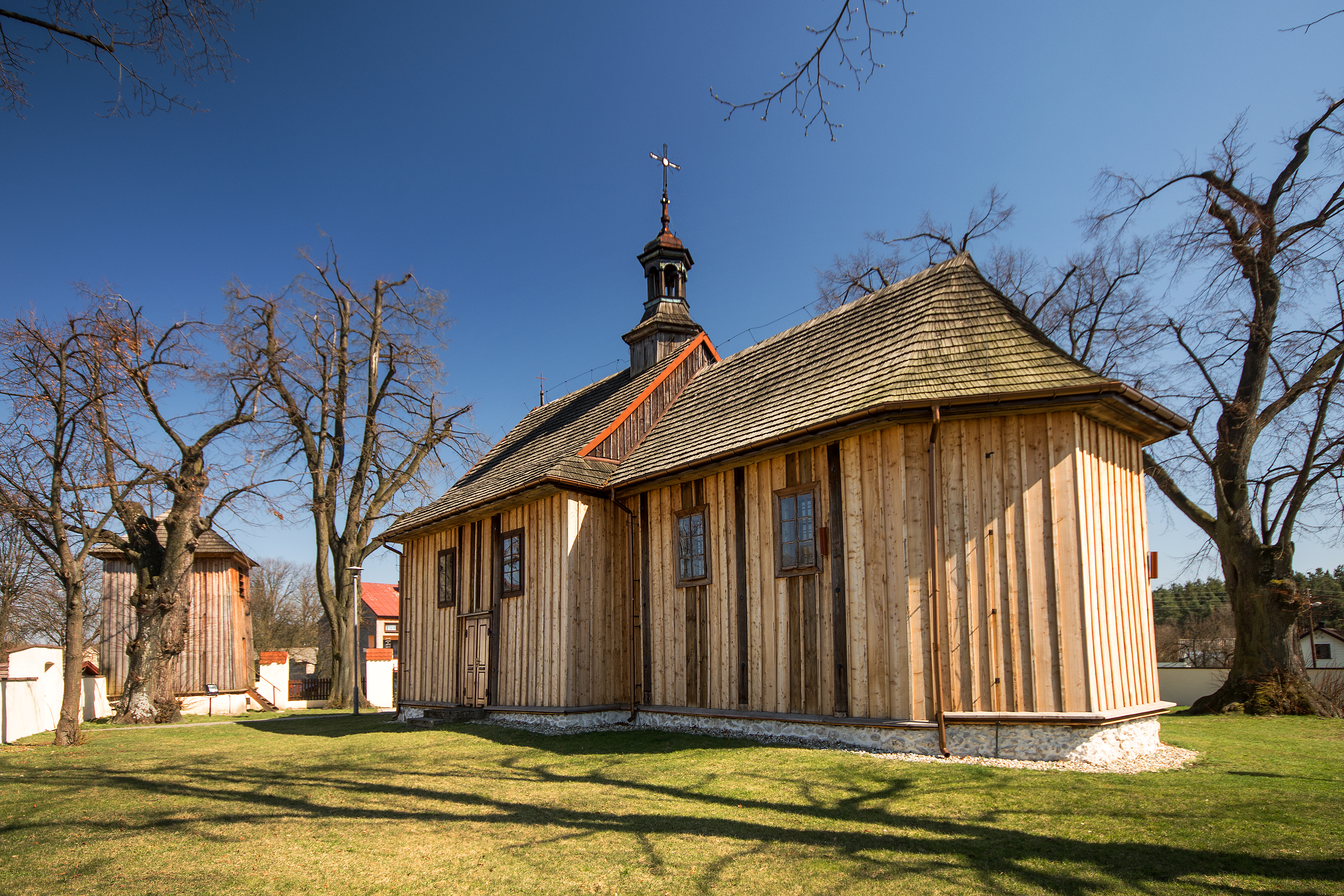
Widok od strony prezbiterium
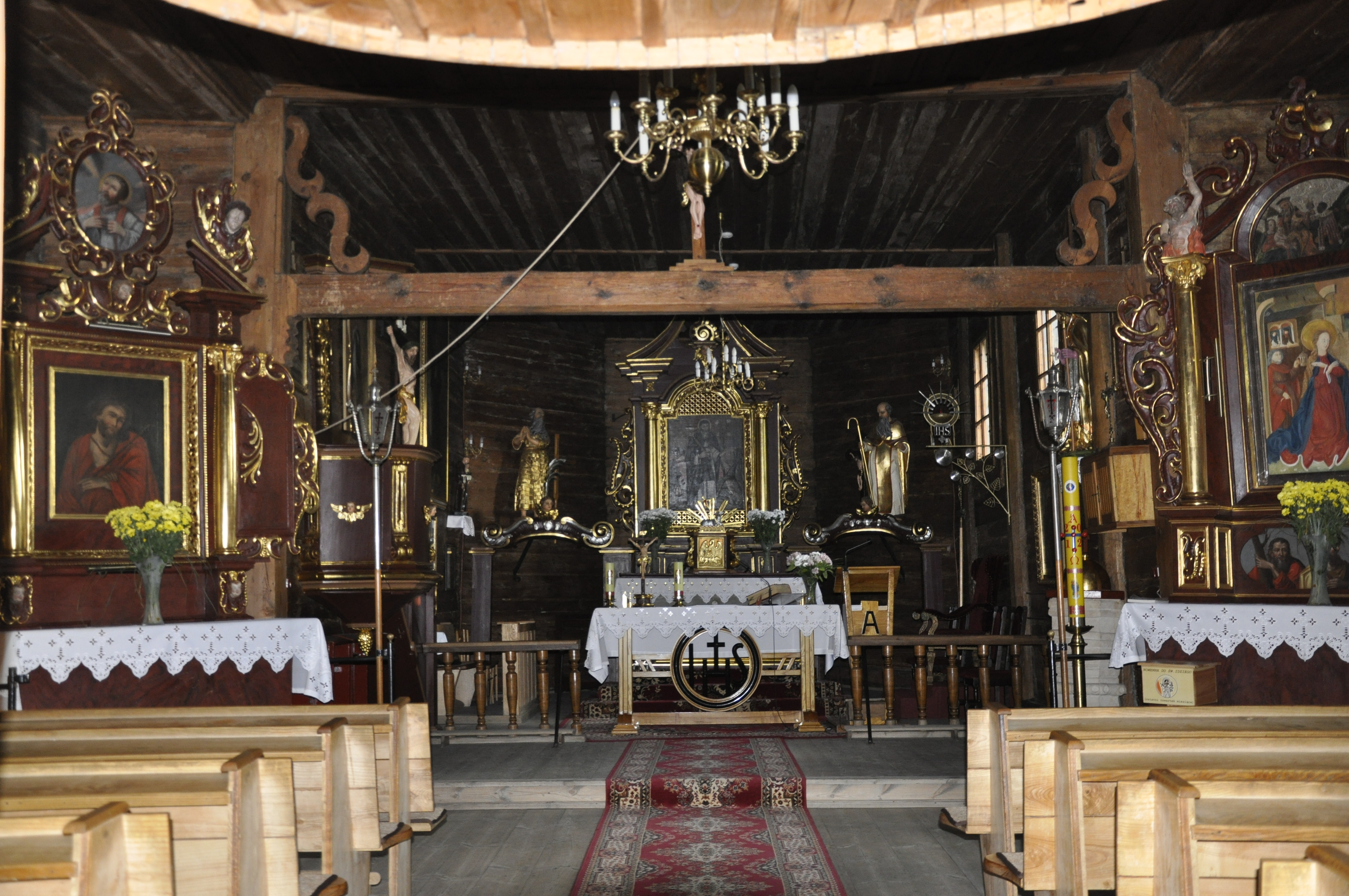
Wnętrze
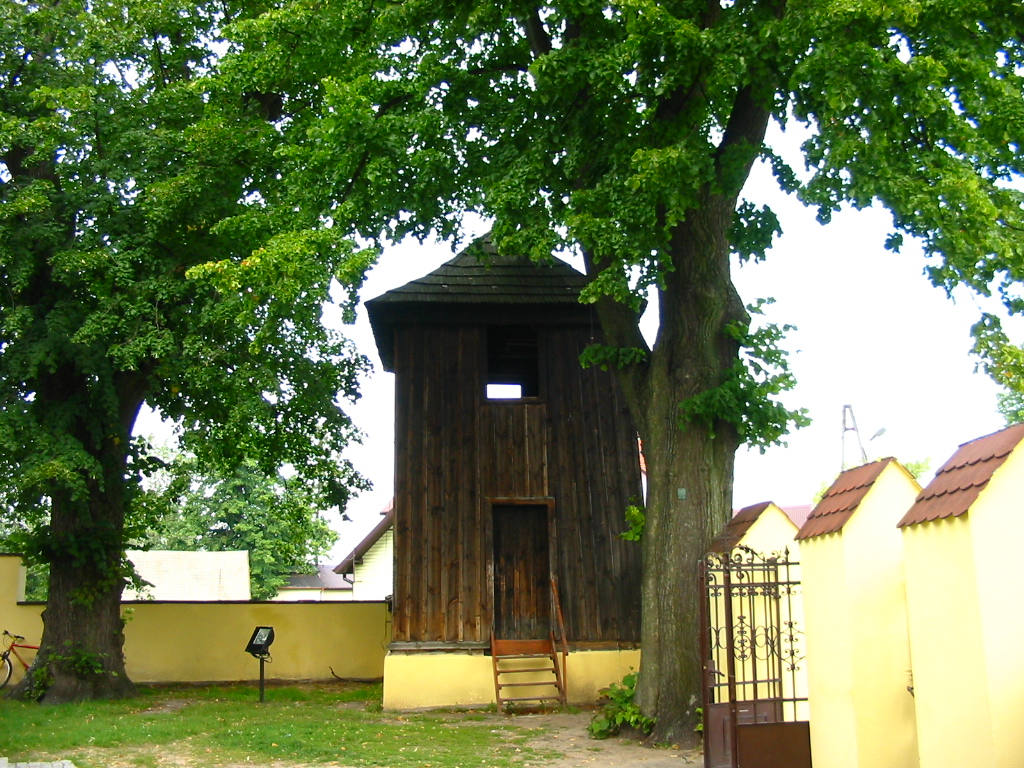
Dzwonnica